# Austroneaera semipellucida
Austroneaera semipellucida är en musselart som först beskrevs av Kuroda 1948.  Austroneaera semipellucida ingår i släktet Austroneaera och familjen Cuspidariidae. Inga underarter finns listade i Catalogue of Life.